# U-549
U-549 – niemiecki U-Boot typu IX C/40 z okresu II wojny światowej. Okręt wszedł do służby w 1943 roku. Jedynym dowódcą był Kptlt. Detlev Krankenhagen.

## Historia
Wcielony do 4. Flotylli U-Bootów celem treningu i zgrania załogi. Od stycznia 1944 roku w 10. Flotylli jako jednostka bojowa.
Okręt odbył dwa patrole bojowe na północnym Atlantyku. Celem drugiego z nich, rozpoczętego w połowie maja 1944 roku, miały być wody u wybrzeży Brazylii. Na skutek rozszyfrowaniu wiadomości Enigmy przeciwko U-Bootowi skierowano amerykańską grupę ZOP Task Group 21.11 z lotniskowcem eskortowym USS „Block Island” (9393 t) na czele. 28 maja na południowy zachód od Madery doszło do kilkakrotnego nawiązania kontaktu bojowego, ale U-549 skutecznie wymykał się przeciwnikom. Następnego dnia niewykryty U-Boot zdołał przeniknąć przez osłonę eskorty i wystrzelić trzy torpedy T-3 w stronę lotniskowca. Dwie z nich trafiły amerykańską jednostkę; podobnie jak kolejna wystrzelona kilka minut później. Atak spowodował niewielkie straty w załodze lotniskowca; prawie całą załogę powoli tonącej jednostki podjęły niszczyciele eskorty.
W międzyczasie niszczyciel eskortowy USS „Barr” (1300 t) niecelnie zaatakował U-549, który w odpowiedzi storpedował go i poważnie uszkodził. Ostatecznie U-549 został zniszczony bombami głębinowymi przez niszczyciele eskortowe USS „Eugene E. Elmore” i USS „Ahrens”. Zginęła cała 57-osobowa załoga U-Boota.